# Parque Solidaridad de Asunción
El Parque Solidaridad de Asunción es un Parque ubicado en el barrio San Antonio. Este parque se caracteriza porque su tamaño  6 hectáreas, 2 de ellas son públicas y 4 de ellas pertenece a la reserva de Solidaridad, siendo esta zona el último hábitat de la fauna Asuncena.
Es uno de los lugares más lindos del Paraguay, pues hay indígenas de la etnia Mbya.

## Historia y descripción

### Inauguración
El Parque Solidaridad se inauguró en enero de 2013, con la idea de crear espacio cultural y público para la población,l a mayor parte del ingreso fue gastado en el tamaño  6 hectáreas.El precio total del proyecto fue de 5000 millones de guaraníes

## Galería y situación actual
La Fauna comprende más de 20 especies de animales, 10 de ellos aves, 3 de ellos reptiles, 2 anfibios y 5 invertebrados.

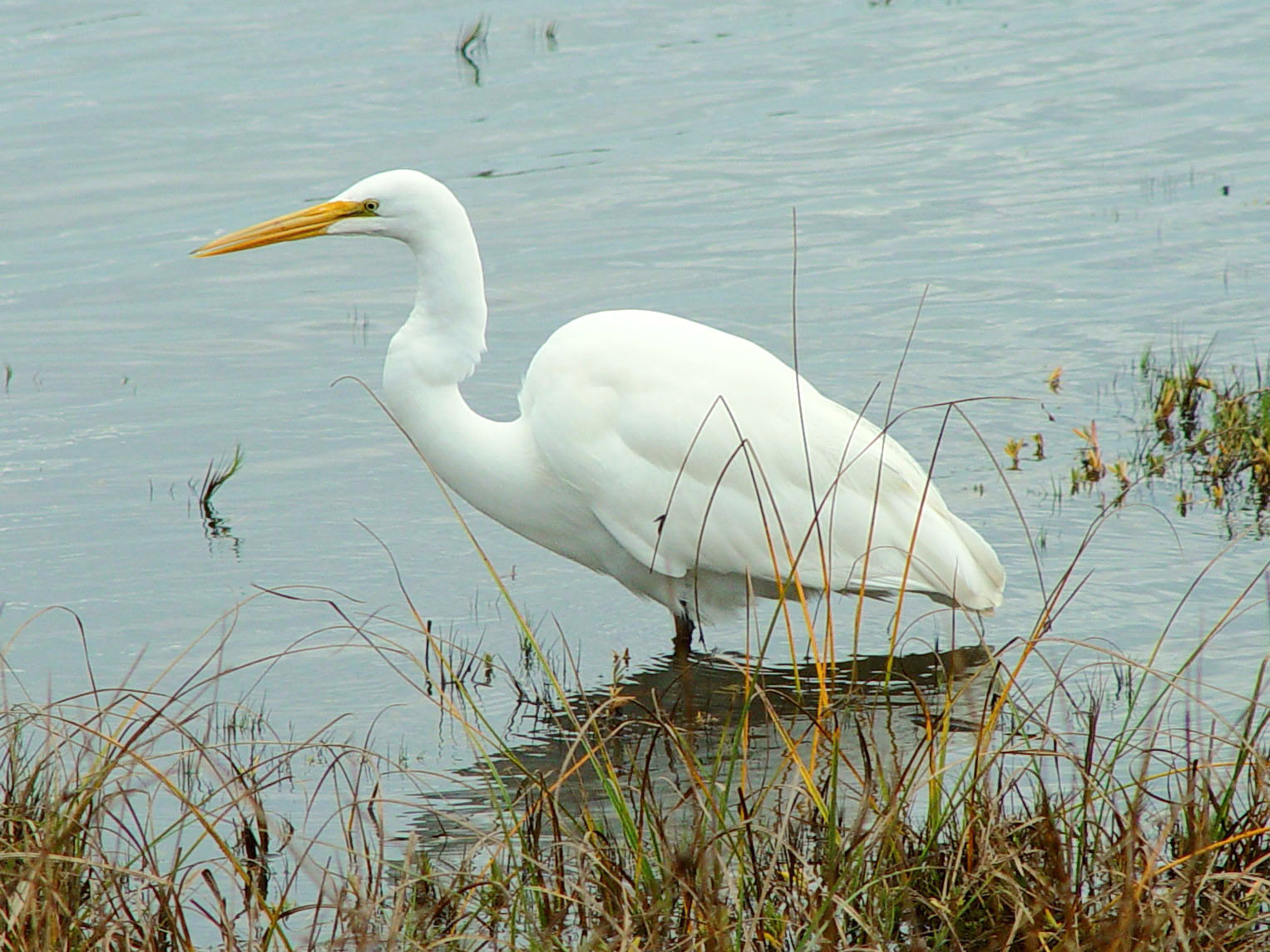
Garza blanca
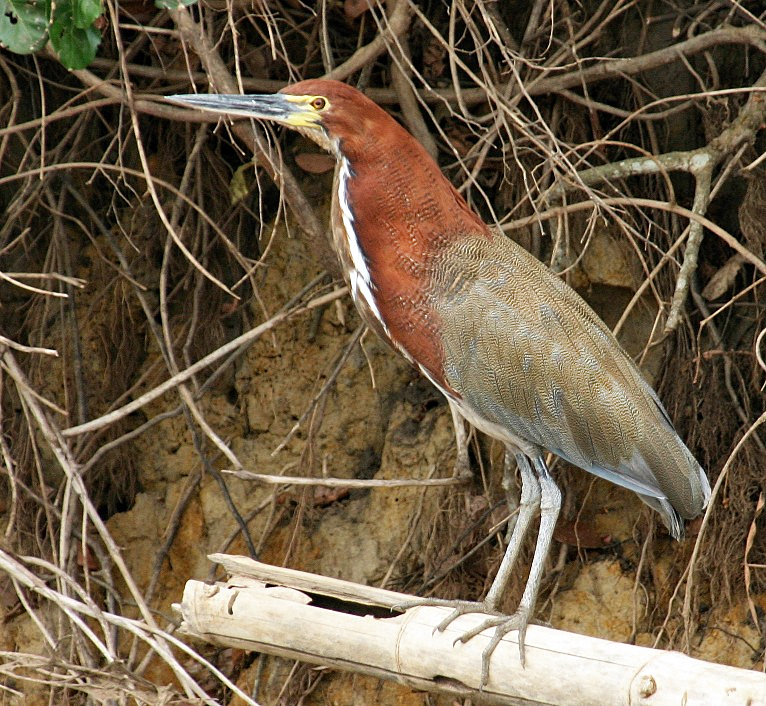
Garza
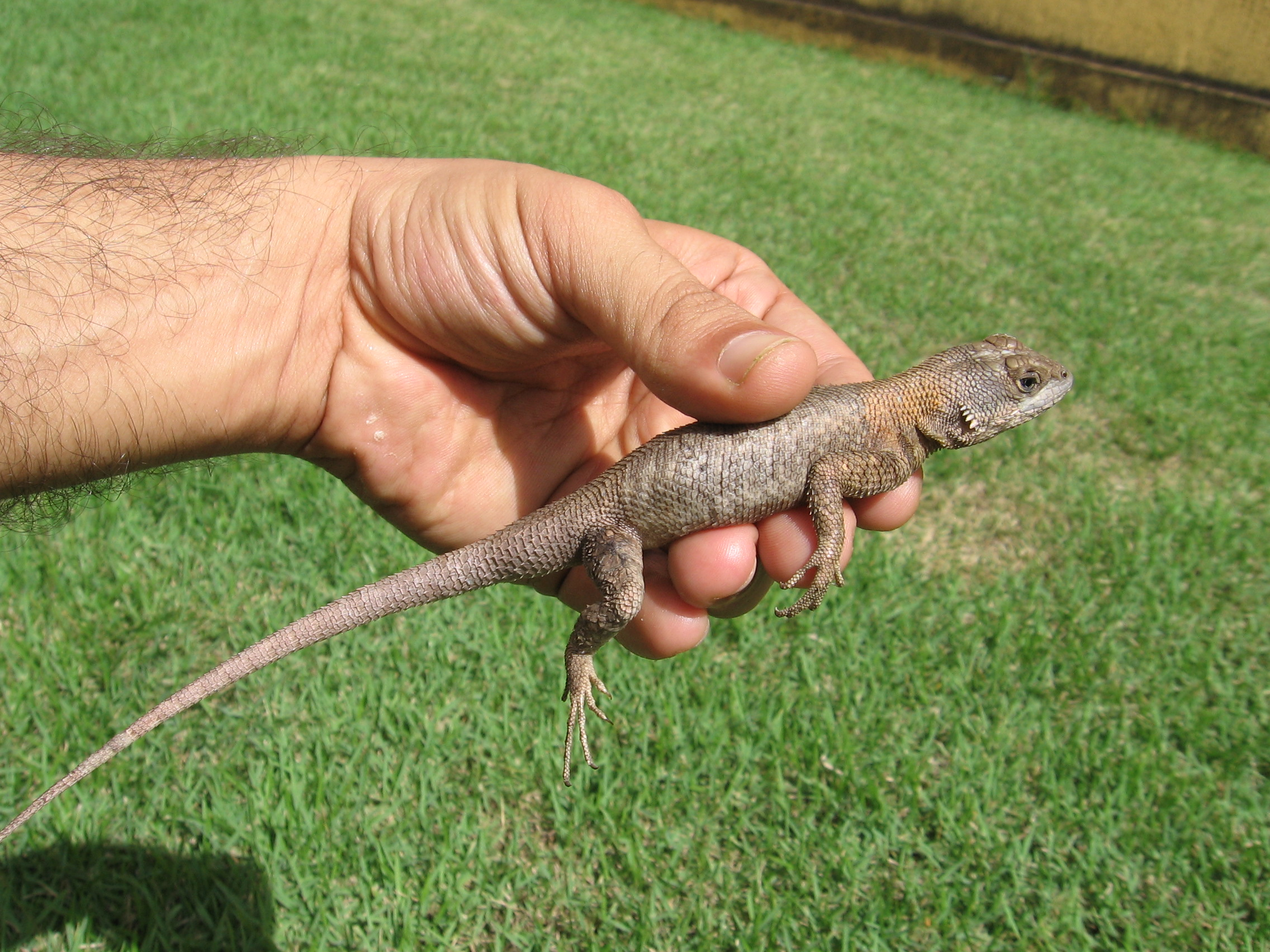
Lagarto Amberé
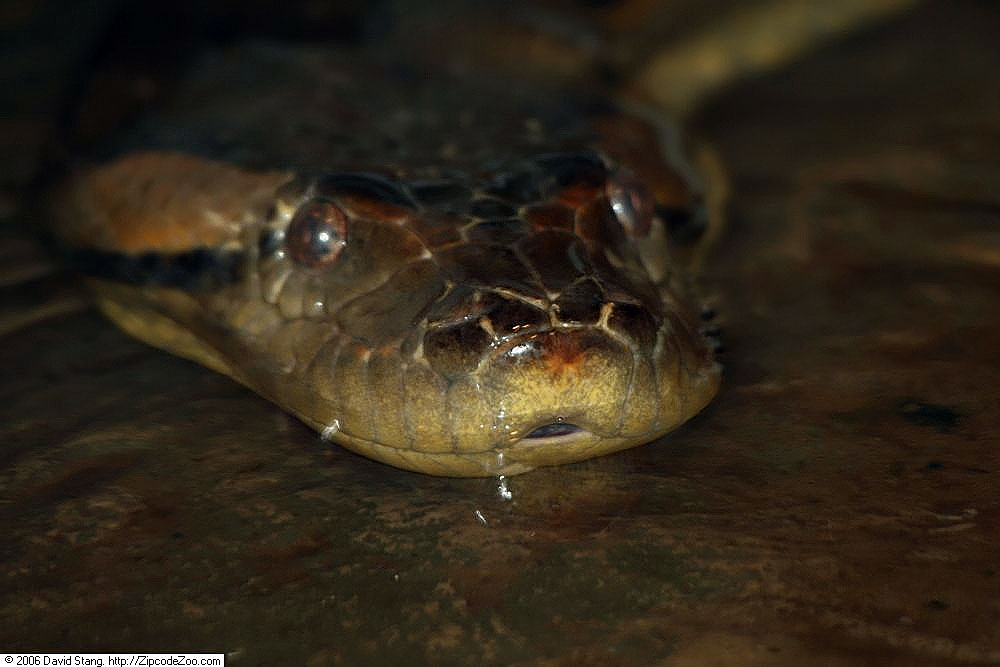
Kurijú o Anaconda
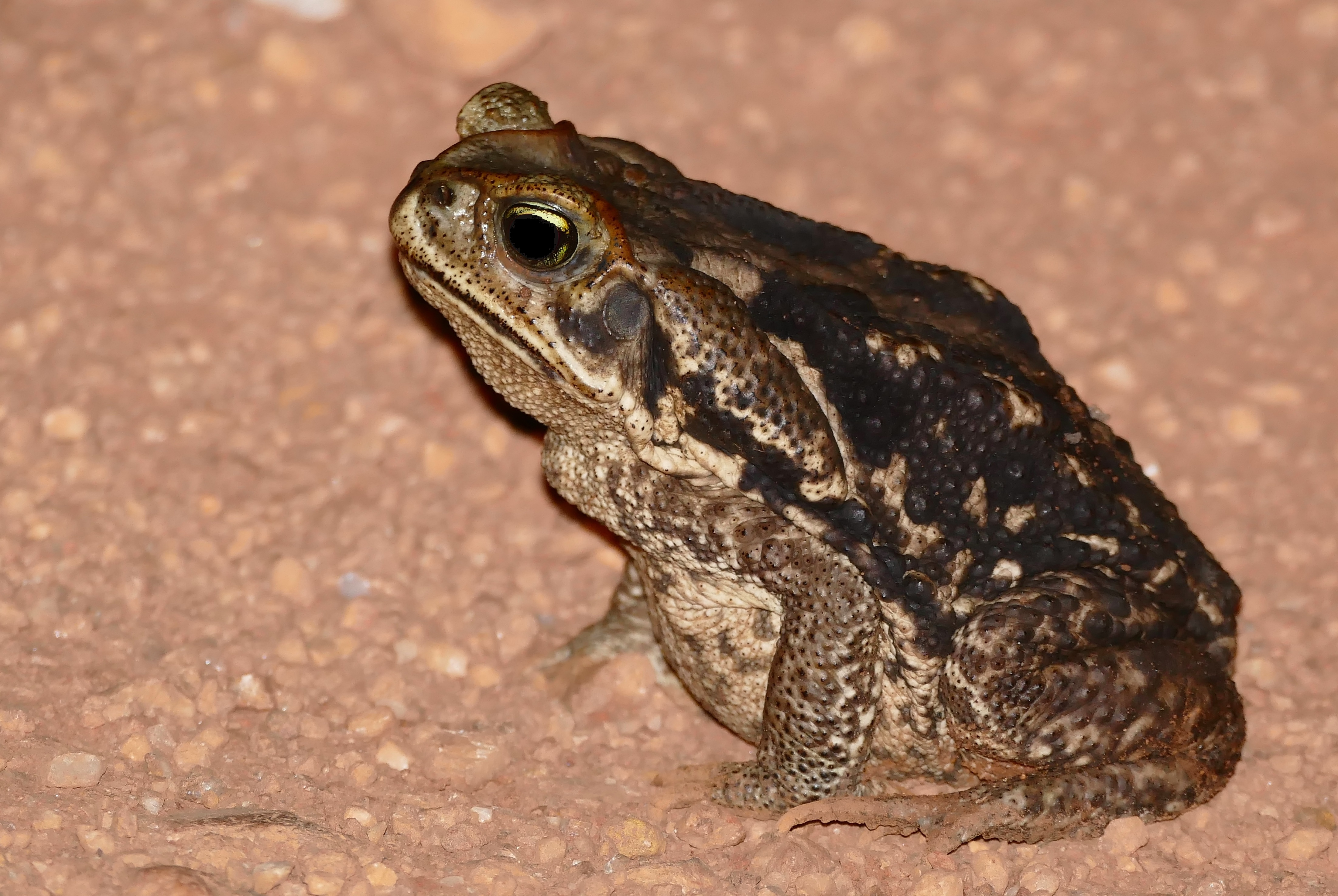
Sapo
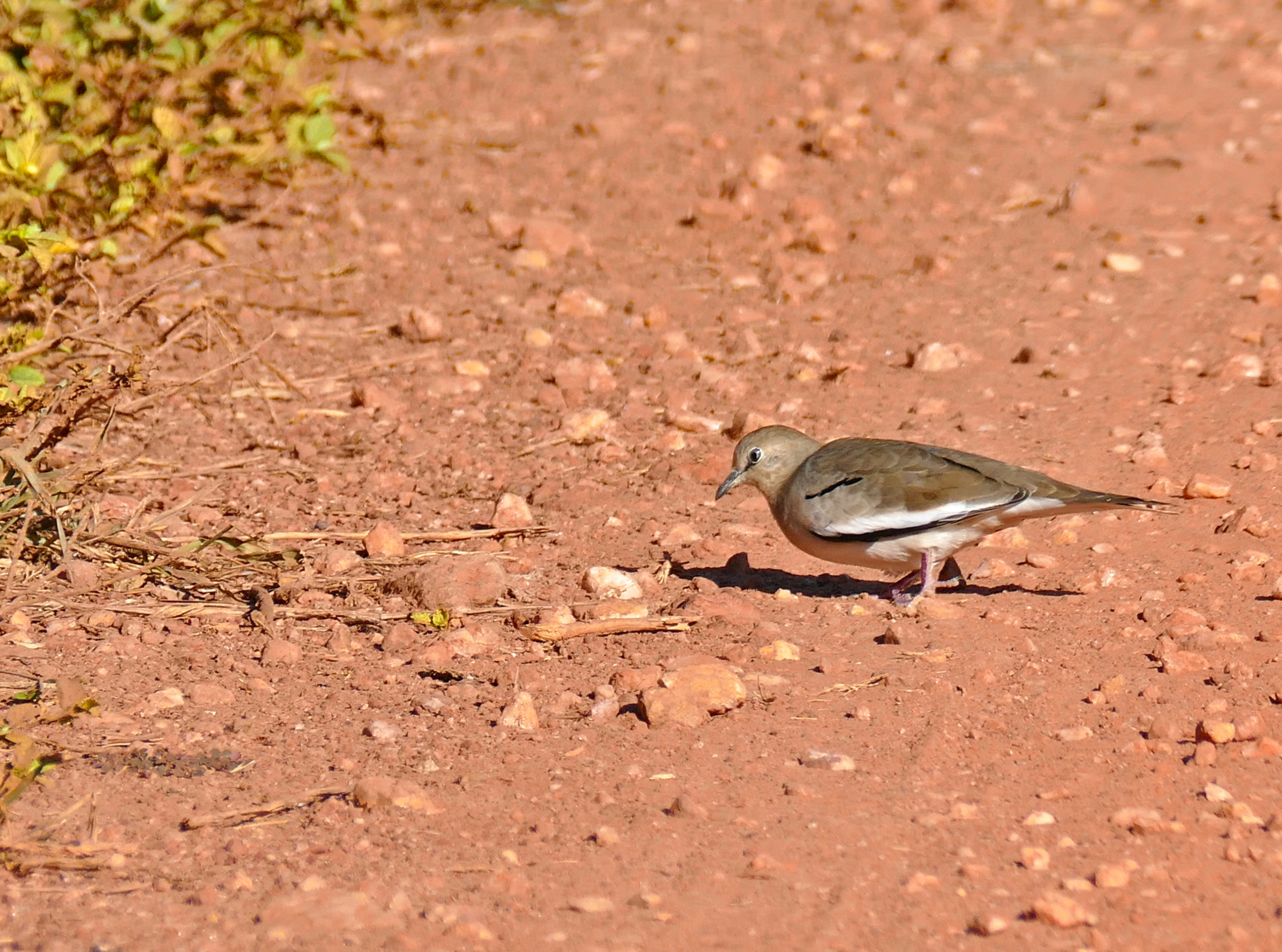
Tortolita
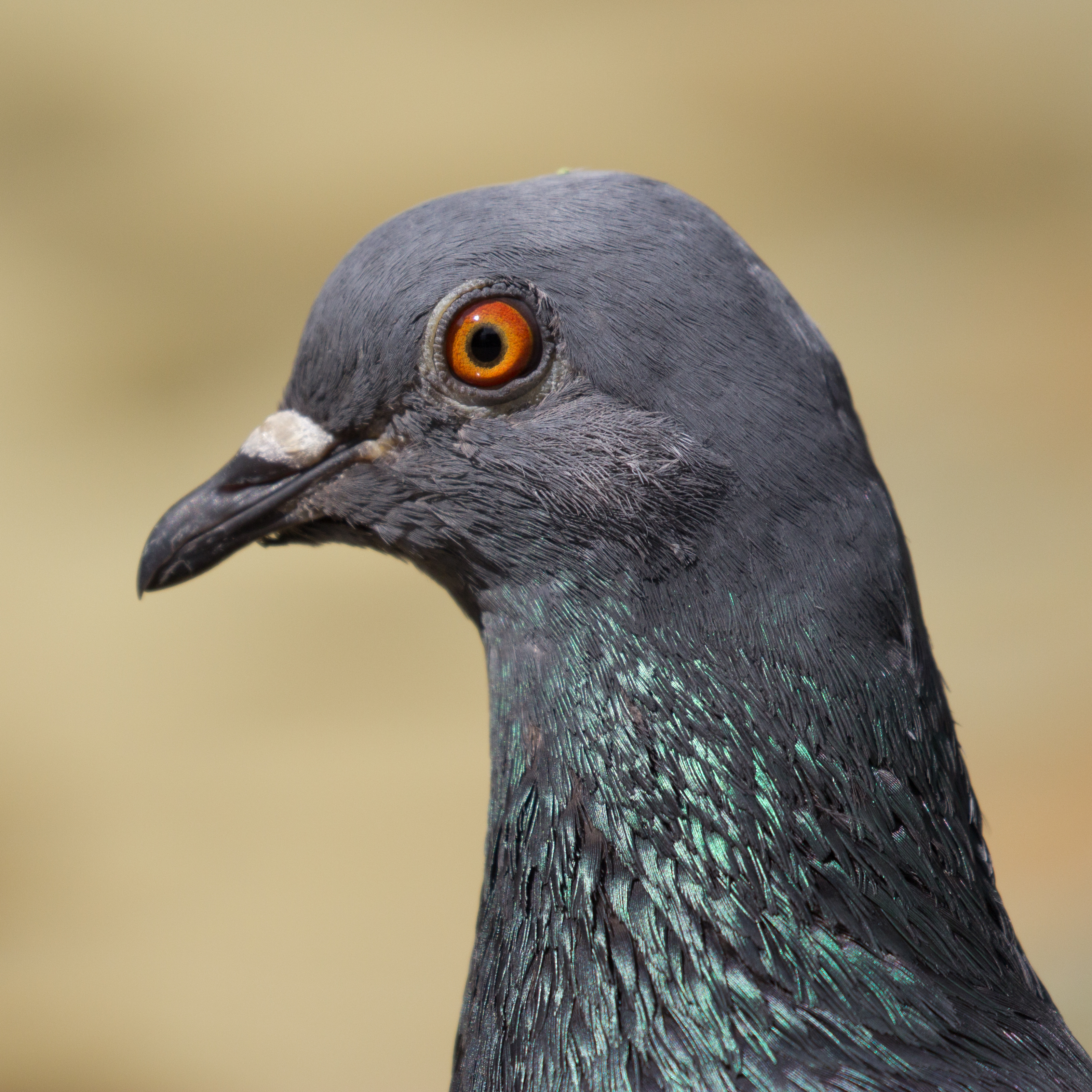
Paloma
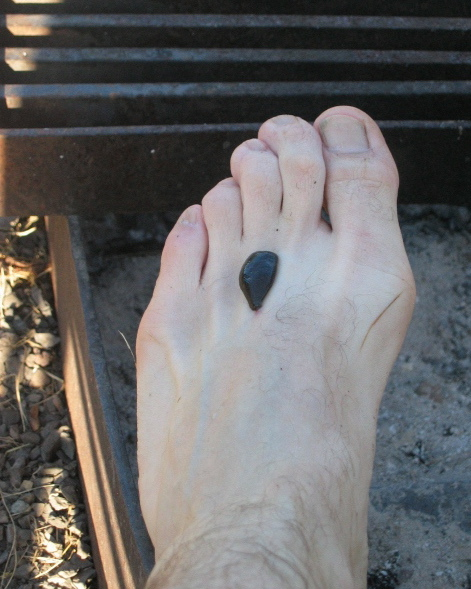
Al nadar en la reserva es muy probable ser picado por una sanguijuela
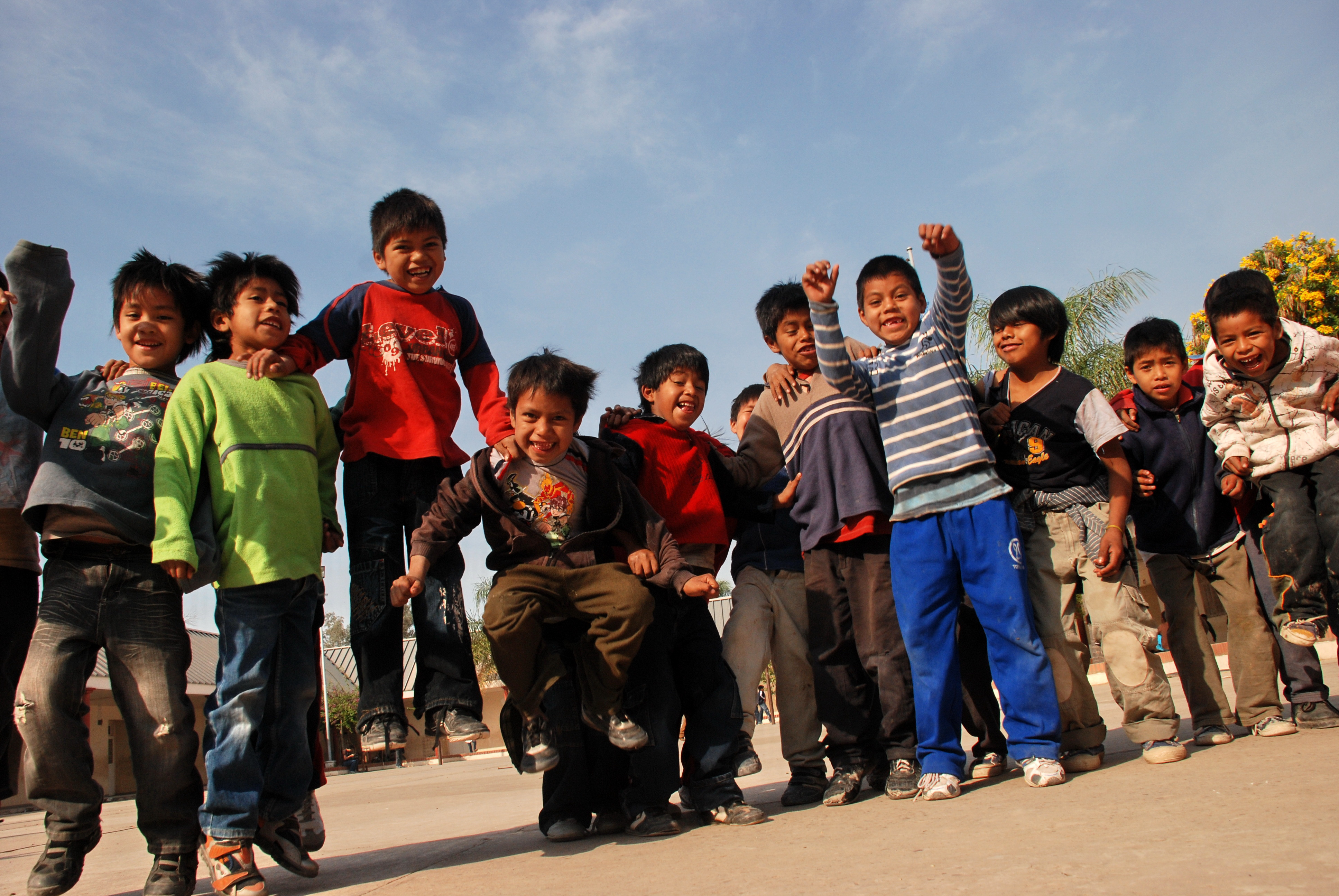
Muchos indígenas Mbya del parque son víctimas de la pedofilia
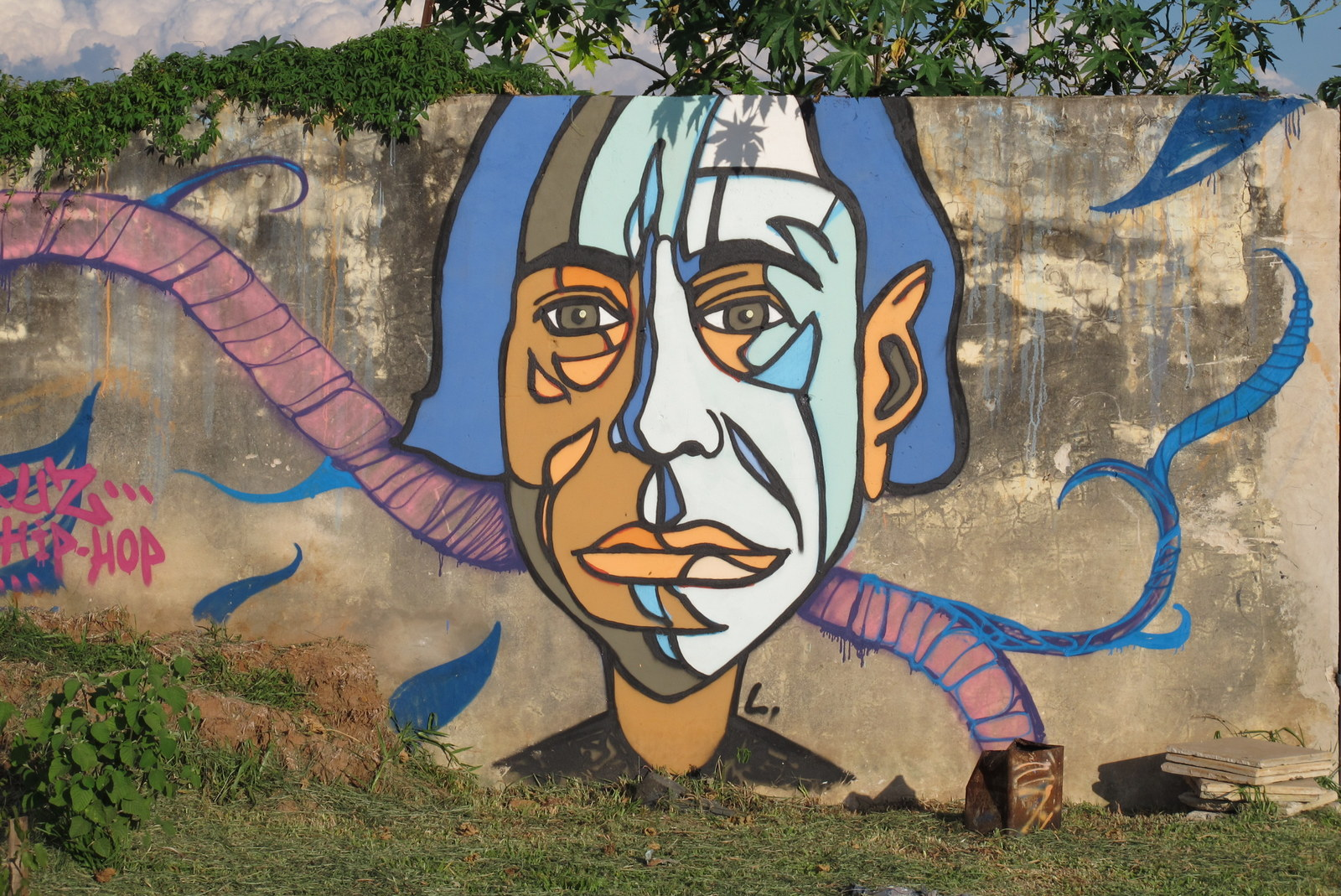
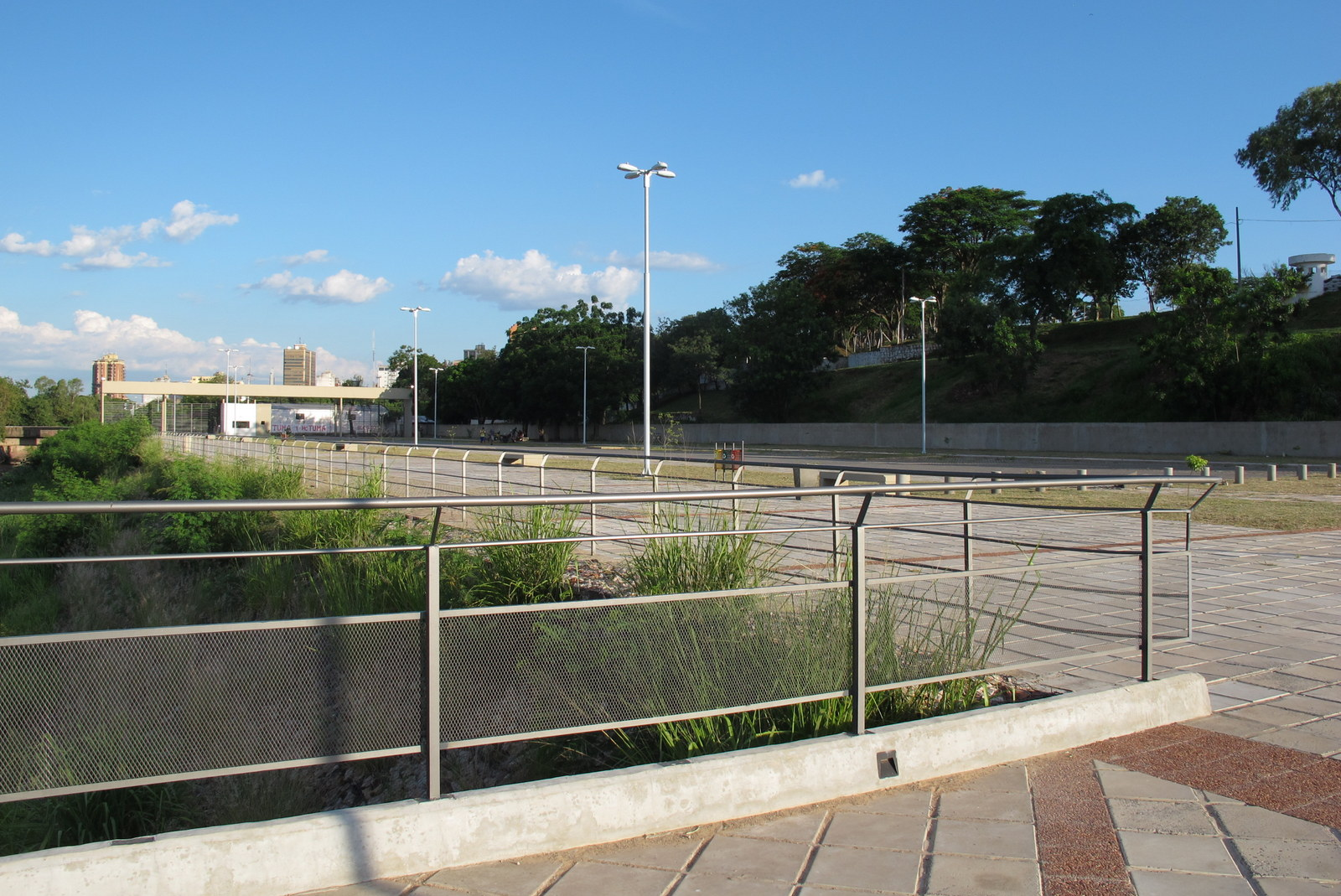
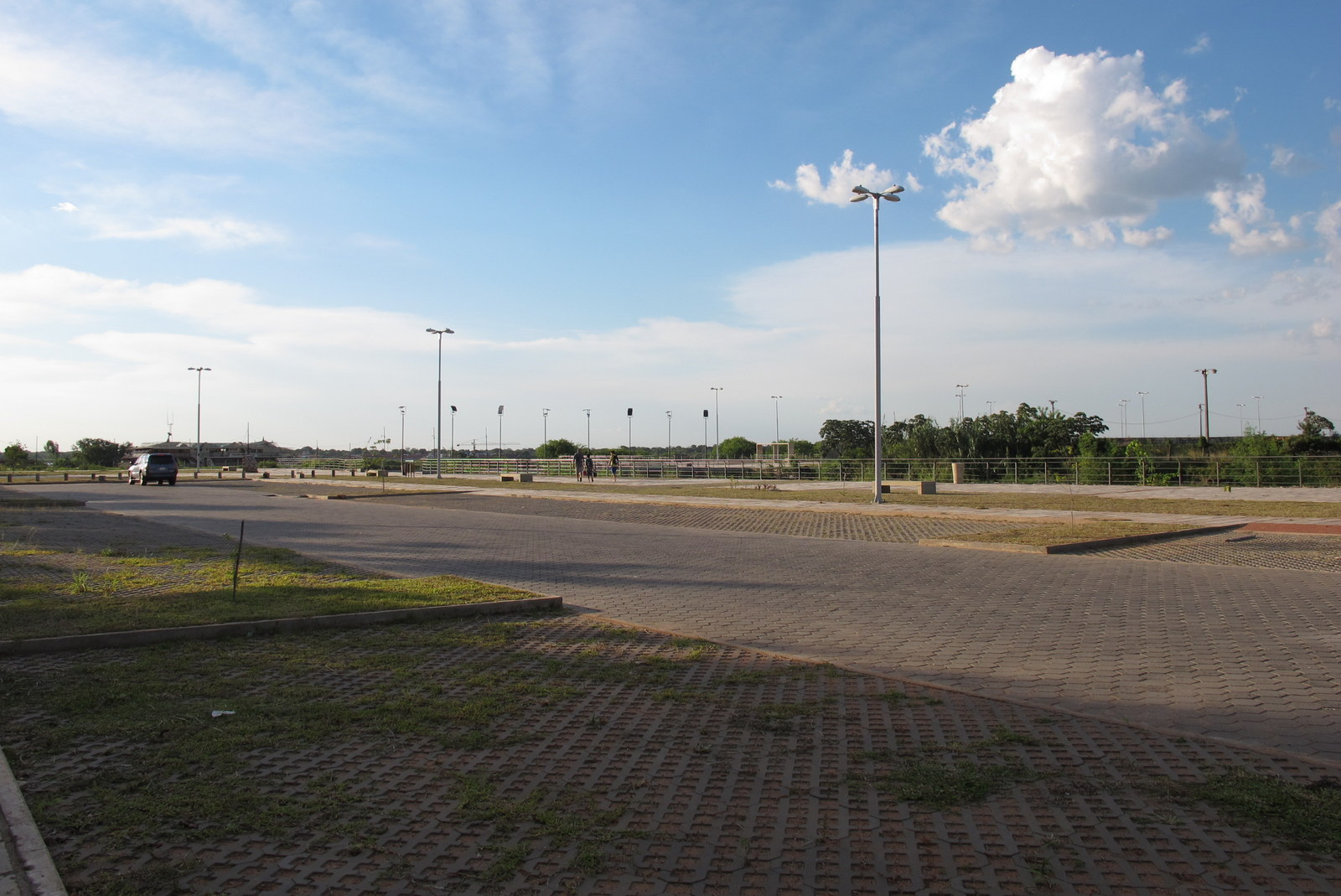
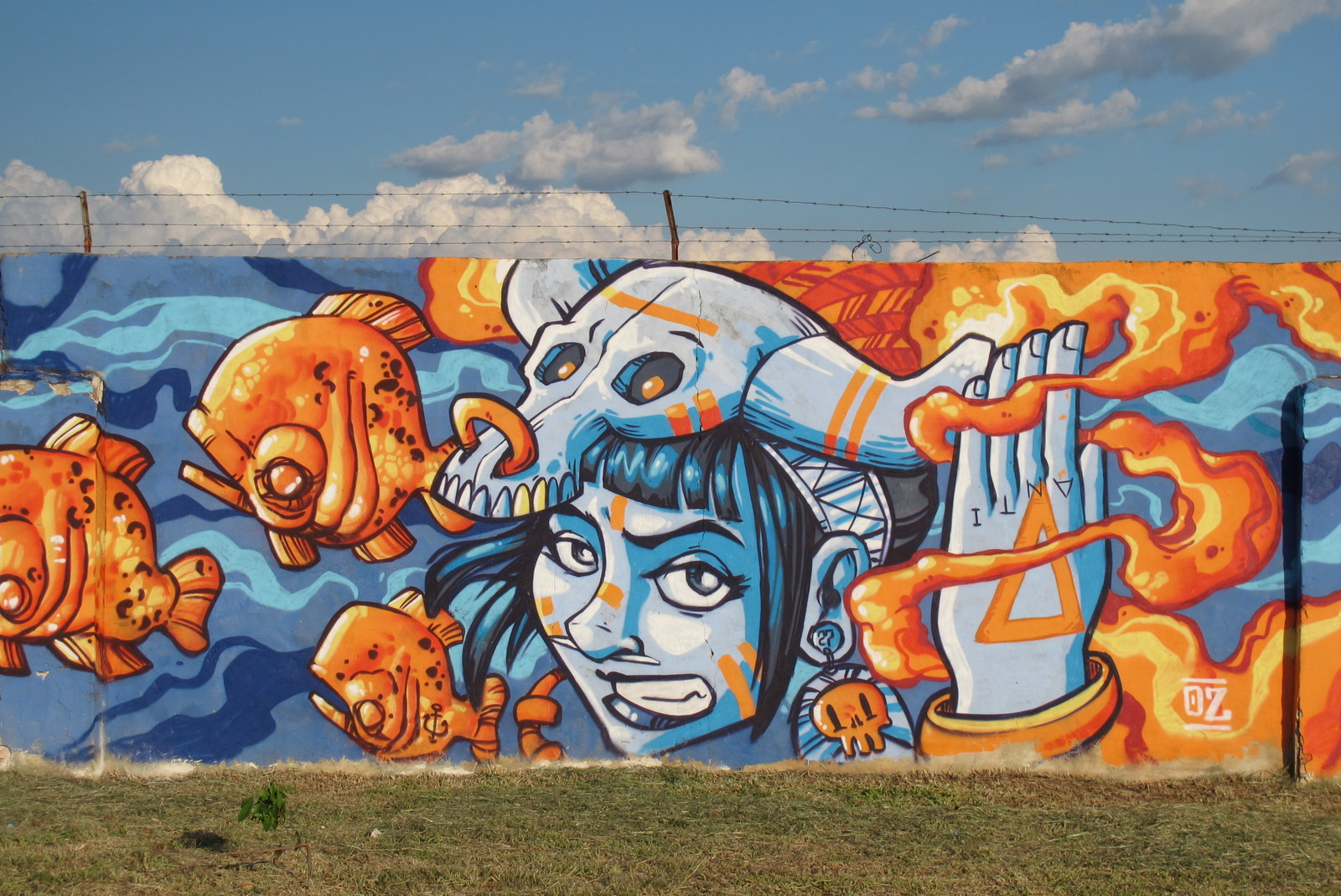
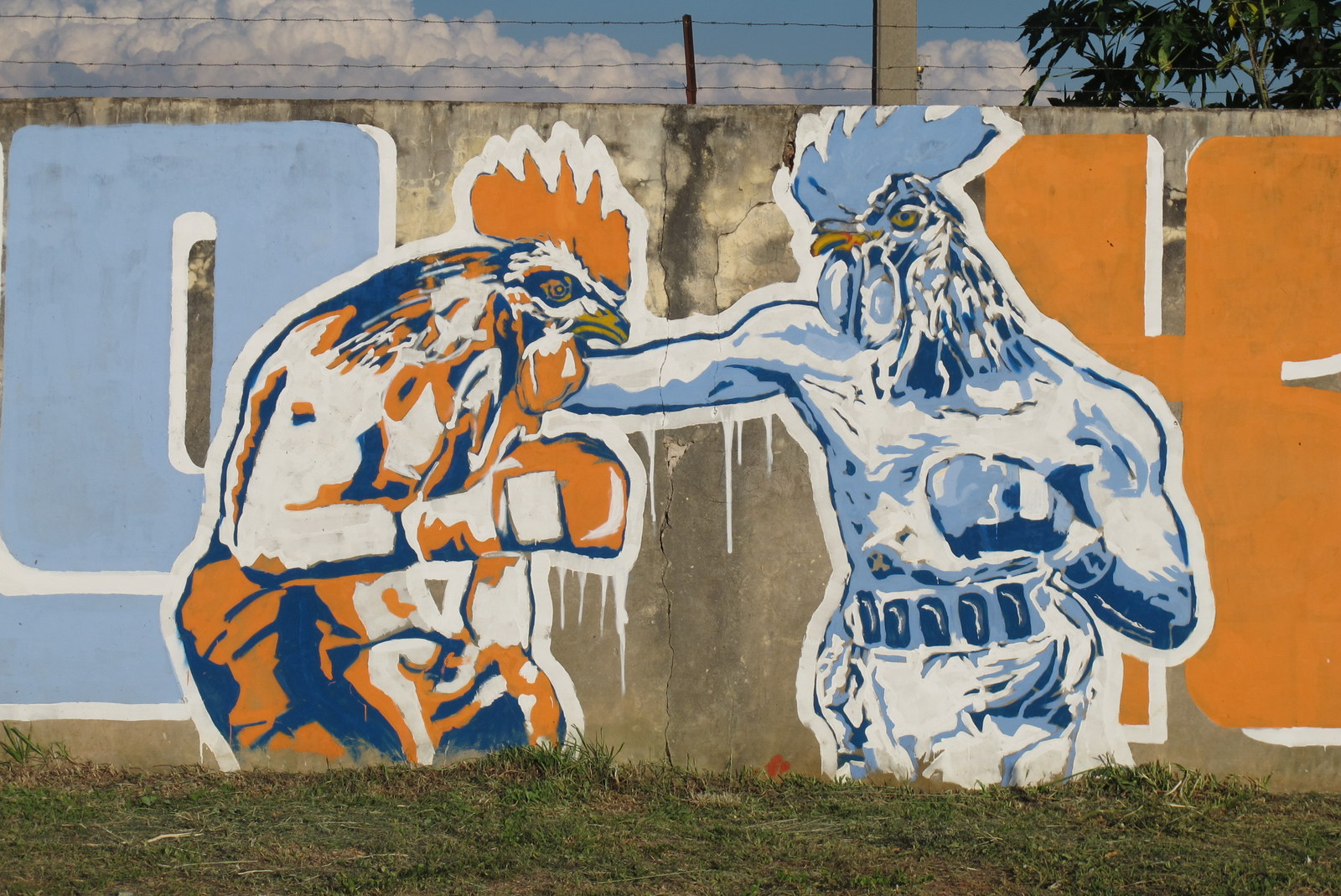